# Йосипович, Иво (баскетболист)
Иво Йосипович (хорв. Ivo Josipović; род. 6 января 1975, Карловац, СФРЮ) — хорватский профессиональный баскетболист.
Участник матча всех звёзд Хорватии 2002 года.
В 2004 году выступал за «Урал-Грейт». Обладатель Кубка России 2004 года.
Йосипович выступал за команду «Университет-Югра». В одном из матчей — с новосибирским «Локомотивом» набрал 27 очков. Но это не спасло его клуб от поражения со счётом 81:65.